# Ischnura sobrina
Ischnura sobrina – gatunek ważki z rodziny łątkowatych (Coenagrionidae). Znany jest tylko z miejsca typowego w górach w regionie Pasco w środkowym Peru.